# Wapen van Haarlemmermeer
Het wapen van Haarlemmermeer werd in 1856 per Koninklijk Besluit voor het eerst aan de nieuw ontstane Noord-Hollandse gemeente Haarlemmermeer toegekend, een tweede maal was in 1980, en een derde maal aan het begin van 2019. De gemeente is ontstaan door drooglegging van het gelijknamige meer.

## Blazoeneringen
De gemeente heeft in 1980 wegens het 125-jarig bestaan een kroon gekregen. Om die reden werd er ook een nieuwe blazoenering toegekend.

### Eerste blazoenering
Op 17 september 1856 kreeg de gemeente de volgende blazoenering:
Coupé, het bovenste deel van lazuur met eenen korenhalm van 3 stengels van goud, spruitende uit de coupé, het onderste deel golvende van 4 stukken, zilver en lazuur.
Het wapen is gedeeld, het bovenste of eerste deel is blauw met een gouden korenhalm bestaande uit drie stengels. Deze korenhalm staat op de zilver en blauw gedwarsbalkte schildvoet. De dwarsbalken zijn gegolfd.

### Tweede blazoenering
Op 28 maart 1980 werd het tweede wapen toegekend met de volgende blazoenering:
Golvend doorsneden: I in azuur 3 uit het midden van de scheidingslijn komende gebladerde korenhalmen van goud, II gedekt met een gouden kroon van 3 bladeren en 2 parels.
Het tweede wapen is gelijk aan het eerste wapen, met als toevoeging de kroon bestaande uit drie bladeren met daartussen twee parels; de zogenaamde gravenkroon.

### Wapen vanaf 2019
Op 11 juli 2018 maakte de gemeente via haar website de beschrijving van het nieuwe gemeentewapen per 1 januari 2019 bekend.
De gemeenten Haarlemmermeer en Haarlemmerliede en Spaarnwoude fuseerden op 1 januari 2019 tot de nieuwe gemeente Haarlemmermeer. Op respectievelijk 3 en 5 juli 2018 hebben de beide gemeenteraden ingestemd met het volgende nieuwe wapen.
De officiële beschrijving luidt:
Schuinlinks gedeeld door een versmalde golvende linkerschuinbalk van zilver; I in azuur, bezaaid met blokjes van zilver, een leeuw van zilver, getongd en genageld van keel; II in azuur drie gebladerde korenhalmen van goud komende uit de schildvoet. Het schild gedekt met een gouden kroon van drie bladeren en twee parels.
In de heraldiek is rechts de rechterzijde vanuit het standpunt van degene die het schild draagt. Men spreekt voor de duidelijkheid wel heraldisch rechts (of dexter) en heraldisch links (of sinister). Voor de beschouwer is het heraldische rechts dus links.
De golvende lijn is afgeleid van de golven uit het wapen van Haarlemmermeer. In het rechterdeel staat de leeuw uit het wapen van Haarlemmerliede en Spaarnwoude, in het linkerdeel het graan uit het wapen van Haarlemmermeer. Het schild is gedekt met een gravenkroon van drie bladeren en twee parels."
Twee leden van de Hoge Raad van Adel waren begin april 2019 aanwezig bij een gemeenteraadsvergadering te Hoofddorp en overhandigden de oorkonde aan burgemeester Onno Hoes. Het wapen werd op 5 november 2018 bij koninklijk besluit verleend.

## Geschiedenis
Het wapen werd in 1855 naar aanleiding van het ontstaan van de gemeente Haarlemmermeer ontworpen door de eerste burgemeester: M.S.P. Pabst. Hij liet zich inspireren door een gedicht van Joost van den Vondel, het gaat hierbij om het gedicht Aan den Leeuw van Hollant. Nicolaas Beets legde de burgemeester zelf een gedicht voor.

## Alternatieve wapens
De gemeente had zelf de voorkeur voor een iets ander wapen en kreeg van baron Willem Jan d'Ablaing van Giessenburg een alternatief wapen voorgesteld. Het alternatieve wapen bevatte als hartschild het huidige wapen.

### Gewenste wapen

Ontwerp met schildhouder en tandwiel als kroon

De gemeente wenste het huidige wapen met in plaats van een kroon een tandrad boven op het schild. Daarnaast wenste de gemeente een Hollandse Leeuw als schildhouder. De leeuw en het schild zouden op een lint met de tekst Goud uit Schuim komen te staan. Op of naast het wapen zou ook een stoomgemaal moeten komen, waar is niet duidelijk.
Omdat er geen voorgaande gemeente was met schildhouder(s) heeft de Hoge Raad van Adel negatief over de schildhouder geadviseerd. Spreuken komen in de Nederlandse heraldiek zeer zelden voor en zijn dan altijd op historische gronden, dus ook daar ging de Hoge Raad van Adel niet mee akkoord.
Naast het gedicht van Van den Vondel was een gedicht van Nicolaas Beets inspiratie voor het wapen. De tekst luidt als volgt:
Gij, die op 't nieuw, veroverd, land,

De vlag, in naam uws Konings plant;

Uw oog schijnt mij te vragen:

"Wat teken zal hij dragen?"
Zo ik een teken kiezen zou:

't Ware op een veld van hemels blauw,

Drie gulden korenaren,

Oprijzende uit de baren.
Zo gij 't aanvaardt, en kronen wilt;

Plaats dan een tandrad boven 't schild,

Symbool dier werktuigkunde,

Die dees triomf vergunde.
Dat "Goud uit Schuim", de Zinspreuk zij!

Het is een dichters provecy;

De hemel doe beleven,

Wat Vondels vingren schreven.
De Leeuw van Holland, nu gezond,

Zie bij het schild, met hoogmoed rond,

Bescherm het met zijn klauwen;

En geef het d'aard te aanschouwen.

### Alternatieve wapen

Ontwerp van Willem Jan d'Ablaing van Giessenburg

Baron d'Ablaing van Giesenburg kwam met het volgende alternatieve wapen: Van goud beladen met een stoomgemaal van keel waarop een hartschild coupé, het bovenste deel van lazuur met eenen korenhalm van 3 stengels van goud, spruitende uit de coupé, het onderste deel golvende van 4 stukken, zilver en lazuur.
Dit wapen met het stoomgemaal heeft veel overeenkomsten met het wapen van het waterschap Haarlemmermeerpolder, dat ongeveer drie jaar later werd verleend, en waaraan Baron d'Ablaing van Giesenburg ook een bijdrage heeft geleverd.

Het wapen van Waterschap Haarlemmermeerpolder